# Вотер Вали (Мисисипи)
Вотер Вали (енгл. Water Valley) град је у америчкој савезној држави Мисисипи.

## Демографија
По попису из 2010. године број становника је 3.392, што је 285 (-7,8%) становника мање него 2000. године.
| Група             | 2000.         | 2010.         |
| Белци             | 2.106 (57,3%) | 1.898 (56,0%) |
| Афроамериканци    | 1.498 (40,7%) | 1.433 (42,2%) |
| Азијати           | 6 (0,2%)      | 4 (0,1%)      |
| Хиспаноамериканци | 44 (1,2%)     | 38 (1,1%)     |
| Укупно            | 3.677         | 3.392         |